# 원주시 갑
원주시 갑은 대한민국의 국회의원 선거구이다. 강원특별자치도 원주시 일부 지역을 관할한다. 현 지역구 국회의원은 국민의힘의 박정하이다.

## 역사
대한민국 제19대 국회의원 선거를 앞두고 원주시 선거구가 갑, 을로 분구되면서 신설되었다. 신설 당시 문막읍, 호저면, 지정면, 부론면, 귀래면, 중앙동, 원인동, 일산동, 학성동, 단계동, 우산동, 태장1동, 태장2동, 무실동을 관할하였으며 나머지 지역은 원주시 을이 되었다.

## 관할 구역
| 대수  | 관할 구역 |
| ----- | --- |
| 19대~ | 원주시 문막읍, 호저면, 지정면, 부론면, 귀래면, 중앙동, 원인동, 일산동, 학성동, 단계동, 우산동, 태장1동, 태장2동, 무실동 |

## 역대 국회의원
| 선거   | 정당 | 정당         | 의원   |
| ------ | ---- | ------------ | ------ |
| 2012년 |      | 새누리당     | 김기선 |
| 2016년 |      | 새누리당     | 김기선 |
| 2020년 |      | 더불어민주당 | 이광재 |
| 2022년 |      | 국민의힘     | 박정하 |
| 2024년 |      | 국민의힘     | 박정하 |

## 역대 선거 결과

### 대한민국 제19대 국회의원 선거
|  | 51.43% |

|  | 43.50% |

|  | 5.06% |

### 대한민국 제20대 국회의원 선거
|  | 44.04% |

|  | 43.86% |

|  | 8.91% |

|  | 3.17% |

### 대한민국 제21대 국회의원 선거
|  | 48.56% |

|  | 41.13% |

|  | 9.26% |

|  | 0.52% |

|  | 0.50% |

### 2022년 대한민국 재보궐선거
|  | 57.79% |

|  | 42.20% |

### 대한민국 제22대 국회의원 선거
|  | 50.71% |

|  | 49.28% |